# Dinocephalus heissi
Dinocephalus heissi är en skalbaggsart som beskrevs av Holzschuh 1992. Dinocephalus heissi ingår i släktet Dinocephalus och familjen långhorningar. Inga underarter finns listade i Catalogue of Life.